# آروور
آروور (به فرانسوی: Arveyres) یک کمون در فرانسه است که در canton of Libourne واقع شده‌است. آروور ۱۷٫۲۷ کیلومتر مربع مساحت دارد ۹ متر بالاتر از سطح دریا واقع شده‌است.